# Ла-Кампана (национальный парк)
Ла-Кампана — национальный парк Чили. Вместе с национальным заповедником Лаго-Пеньюэлес составляет биосферный резерват Ла-Кампана — Пеньюэлес.

## Физико-географическая характеристика
Национальный парк находится на территории провинций Вальпараисо и Кильота (коммуны Ихуэлас и Ольмуэ) и призван охранять одноимённую вершину.
Парк состоит из нескольких секторов, по которым проложены различные пешеходные маршруты. Сектор Granizo включает маршрут Andinista, сектор Cajón Grande — маршруты Plateaux и Los Robles-Portezuelo Ocoa, сектор Palmas de Ocoa — маршруты La Cascada и Al Amasijo — Portezuelo Ocoa. Секторы Granizo и Cajón Grande доступны от коммуны Ольмуэ по трассе 62, сектор Palmas de Ocoa от коммуны Ихуэлас по трассе в направлении Ocoa свернуть на F304.

## Флора и фауна
На территории национального парка произрастат такие виды растений как Peumus boldus, Lithrea caustica, Cryptocarya alba, Crinodendron patagua, Drimys winteri и Persea meyeniana. Кроме того парк является ядром распространения Jubaea chilensis — редкого вида пальм, эндемика нескольких регионов Чили. В общей сложности на территории парка произрастает около 320 видов растений.
По данным Birdlife International на территории резервата можно встретить следующие виды птиц: Nothoprocta perdicaria, Patagioenas araucana, Xolmis pyrope, Colorhamphus parvirostris, Pteroptochos megapodius, Scelorchilus albicollis, Scytalopus fuscus, Ochetorhynchus melanura, Aphrastura spinicauda, Pseudasthenes humicola, Pygarrhichas albogularis, Mimus thenca.
В парке водится около 100 видов животных, в частности большое представительство чилийских средиземноморских видов.
Эндемиком Чили, обитающим в парке является муха Evocoa chilensis Yeates, Irwin & Wiegmann, 2003 — единственный представитель семейства Evocoidae.

## Взаимодействие с человеком
Парк был создан 17 октября 1967 года. Национальный парк Ла-Кампана и национальный заповедник Лаго-Пеньюэлес образуют биосферный резерват Ла-Кампана — Пеньюэлес, который с 1985 года входит во всемирную сеть биосферных резерватов.
Управляющей организацией является CONAF — национальная лесная корпорация, парк находится в ведении CONAF с 1974 года.